# Karli Sohn-Rethel

Karli Sohn-Rethel porträtiert von Werner Heuser, 1903

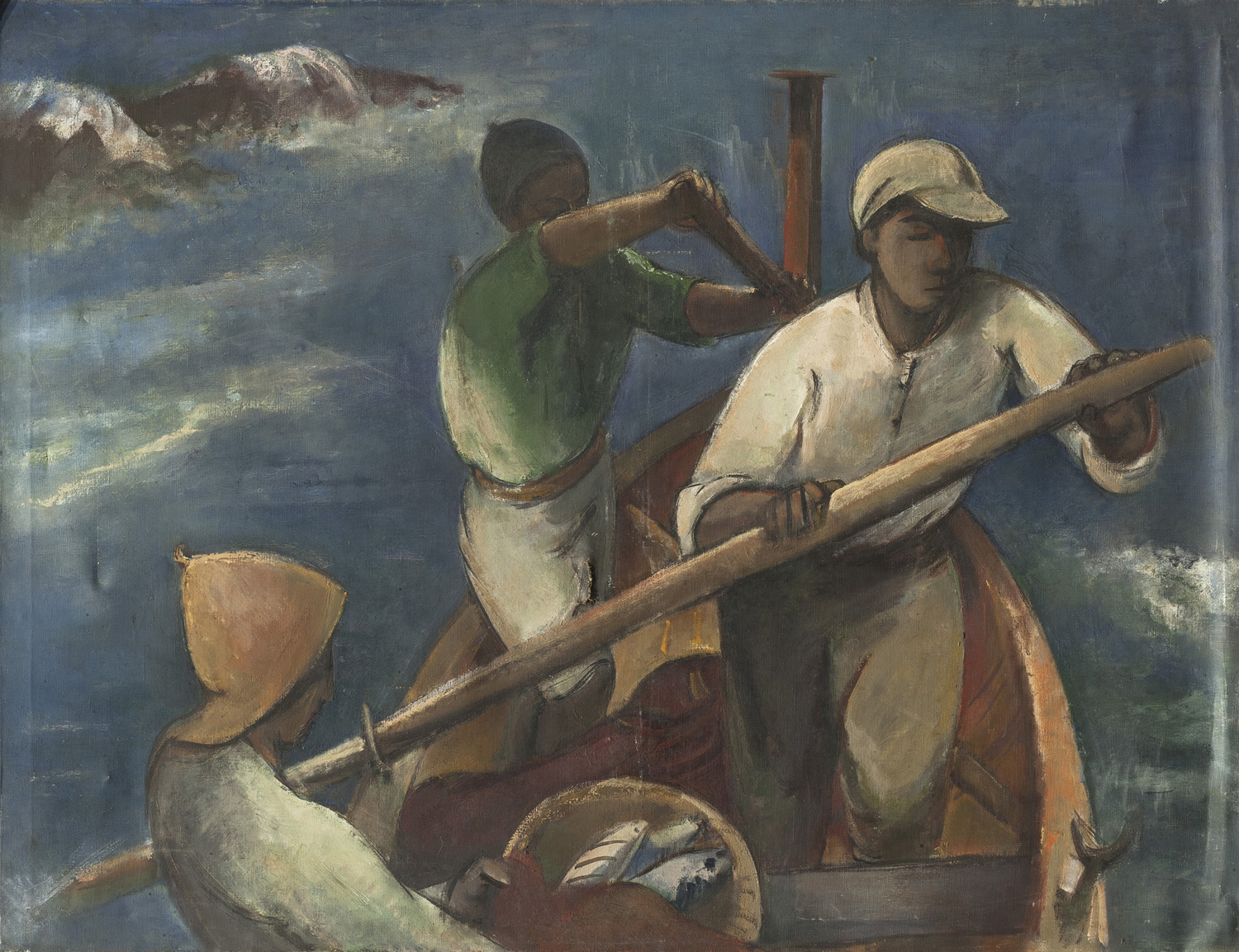
Karli Sohn-Rethel, Fischer mit Boot, um 1935

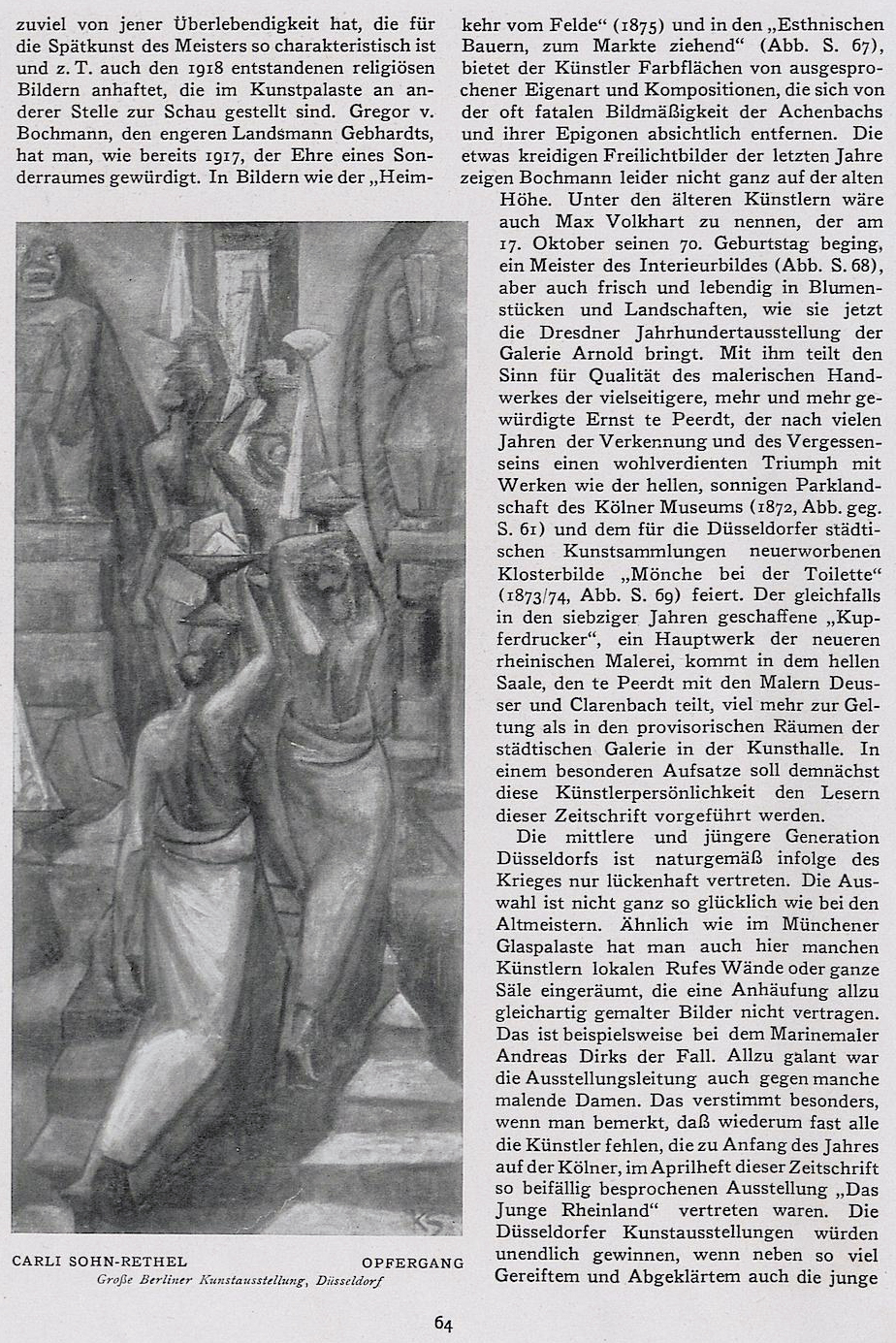
Die Kunst für Alle 1918/1919

Karli (Carl Ernst) Sohn-Rethel (* 8. Mai 1882 in Düsseldorf; † 7. April 1966 ebenda) war ein deutscher Maler der klassischen Moderne.

## Leben
Sohn-Rethel wurde als drittes Kind des Porträtmalers Carl Rudolf Sohn und seiner Frau, der Künstlerin Else Sohn-Rethel, geboren. Seine Mutter war die Tochter des Malers Alfred Rethel. Seine älteren Brüder waren die Maler Alfred Sohn-Rethel, Vater des Philosophen Alfred Sohn-Rethel, und Otto Sohn-Rethel. Seine jüngere Schwester Mira (1884–1974) war mit dem Maler Werner Heuser verheiratet.
Aufgewachsen in der Künstlerfamilie Sohn-Rethel, beschloss Karli Sohn-Rethel schon mit fünf Jahren Maler zu werden. Aufgrund der künstlerischen Begabungen der älteren Brüder hielt der Vater Carl Rudolf Sohn es für nötig, Hugo Zieger als Zeichenlehrer einzustellen. An diesem Unterricht, welcher zweimal wöchentlich stattfand, partizipierte Karli schon mit drei Jahren.
Im April 1888 wurde Karli in die unterste Klasse der Vorschule des Realgymnasiums, des heutigen Humboldt-Gymnasiums Düsseldorf, eingeschult. Er studierte an der Kunstakademie Düsseldorf und legte dort 1903 Examina in den Fächern Anatomie und Perspektive ab. Ostern 1903 ging er an die Königliche Kunstakademie in Dresden. Er war zunächst im Malsaal von Carl Bantzer und ab 1904 im Atelier von Gotthardt Kuehl. Die Sommermonate 1903–1905 verbrachte Karli bei Carl Bantzer in der Willingshäuser Malerkolonie. Er hatte mit seinem Bruder Otto für Studienzwecke eine Sammlung japanischer Holzschnitte zusammengetragen, welche im Sommer 1906 in Konstanz im großen Saal des Konziliumsgebäudes ausgestellt wurde. Hier traf er auf Frido Witte.
Nach Abschluss seiner Ausbildung ging er 1906 nach Rom, wo ihm ein Atelier in der Villa Strohl-Fern zur Verfügung stand und ihn sein Bruder Otto erwartete. Auch die Künstler Werner Heuser, sein Schwager, Karl Hofer, Hermann Haller und Maurice Sterne, ein baltisch-amerikanischer Maler und Bildhauer, welchen er um 1909 in Berlin kennengelernt hatte, gehörten in Rom zu seinem Freundeskreis. Sein Aufenthalt in Rom dauerte bis Ende 1911. Karli Sohn-Rethel schloss sich dem Sonderbund in Düsseldorf an und war 1911 mit dem Bild Italienische Landschaft auf der Internationalen Kunstausstellung des Sonderbundes westdeutscher Kunstfreunde und Künstler in Köln vertreten. 1913 übernahm die Galerie Alfred Flechtheim in Düsseldorf seine künstlerische Betreuung.
In dieser Zeit erfolgte eine Reise von Rom nach Tunis, ein kurzer Aufenthalt in Düsseldorf, und von Anfang 1912 bis Mai 1914 begleitete Karli seinen Freund Maurice Sterne auf einer großen Asienreise. Diese führte über Indien mit längerem Aufenthalt in Benares nach Mandalay in Burma und nach Java, bis nach Bali, wo die beiden von 1913 bis 1914 lebten und malten.
Zurück in Europa, verbrachte er die Jahre des Ersten Weltkriegs 1914–1918 in München. Eine Freundschaft verband ihn mit dem Bildhauer Fritz Claus (1885–1956), der von ihm eine Steinbüste fertigte. Als Mitglied der Freien Vereinigung Düsseldorfer Künstler nahm er an der Großen Berliner Kunstausstellung im Kunstpalast zu Düsseldorf teil. Er wurde als Mitglied der Freien Secession in Berlin genannt.
1919 zählte Karli Sohn-Rethel zu den Mitgliedern des Jungen Rheinlands, der am 24. Februar 1919 in Düsseldorf gegründeten modernen Künstlervereinigung. Er unternahm immer wieder Reisen für Studien und der Malerei: 1920 hielt er sich im Künstlerdorf von Anticoli auf, 1921 und 1922 malte er in Positano, 1924 wieder in Anticoli. 1925 folgte ein Reise nach Tripolis, 1927 eine weitere durch Tunesien.
1928 wurde er Mitglied der Rheinischen Sezession, in der er ab 1930 als Beisitzer und in der Hängekommission mitwirkte. Er unternahm Reisen in die Provence und nach Paris, dort war er häufig Gast im Café du Dôme. 1929 wanderte er durch die Abruzzen. 1931 traf er in mit Paul Klee anlässlich der Ausstellung im Kunstverein für die Rheinlande und Westfalen in Düsseldorf zusammen. Diese Ausstellung fand in Verbindung mit der Galerie Alfred Flechtheim statt.
Der Beginn der NS-Herrschaft bedeutete für ihn das Ende seiner künstlerischen Laufbahn in Deutschland; Sohn-Rethel emigrierte nach Italien. 1934 verbrachte er mit seinem Freund und Schüler Kurt Craemer in Positano.
1937 wurden in der Aktion „Entartete Kunst“ nachweislich drei seiner Arbeiten aus öffentlichen Sammlungen beschlagnahmt.
1938 verweilte Karli mit Kurt Craemer (1912–1961), Rudolf Levy, Eduard Bargheer, Werner Gilles und Max Peiffer Watenphul in der Künstlerkolonie auf Ischia, mietete kurz vor Ausbruch des Kriegs mit Craemer und Vincent Weber, einem Freund aus der Rheinischen Sezession, ein Haus in Forio. Den Kriegsausbruch 1939 erlebte er mit Kurt Craemer und Rudolf Levy auf der Insel Procida. Ende 1939 gingen Karli und sein zwanzig Jahre jüngerer Freund Kurt Craemer nach Florenz, lebten dort in der Pension der Schwester Bandini an der Piazza Santo Spirito, wie auch Rudolf Levy in 1940.
Kurt Craemer erkrankte an Kinderlähmung und war fortan von der Hüfte abwärts gelähmt. Er wählte Positano als ständiges Domizil. Karli folgte ihm 1941 und bezog nicht weit von Craemer entfernt ein kleines Haus an der Marina, wo er bis zu seiner Heimkehr nach Düsseldorf wohnte. Dort unterhielt er Kontakte mit den dort ansässigen deutschen und amerikanischen Künstlern u. a. mit Irene Kowaliska, Michele Theile, Lisel Oppel, Peter Ruta und den Schriftstellern Stefan Andres und Armin T. Wegner.
Besonders die Zeit nach dem Zweiten Weltkrieg war für alle, auch die, die nach Positano geflüchtet waren, eine Zeit der materiellen Entbehrung. Karli Sohn-Rethel trennte sich von manchen ererbten oder erworbenen Stücken seiner Sammlung. Schwierig war die Beschaffung von Malutensilien. Oft malte er auf Packpapier und benutzte aus Sparsamkeit beide Seiten. Malerfarben erhielt er als Geschenk von Malerkollegen, wenn diese Positano verließen, oder er benutzte Anstrichfarbe. 1947 besuchte er Marfried Hettner (1907–1985), die geschiedene Frau von Roland Hettner, dem Sohn seines Onkels Otto Hettner, auf Ischia und feierte dort seinen fünfundsechzigsten Geburtstag. Seine Freunde und seine Familie unterstützten ihn. Maurice Sterne sandte ihm und Kurt Craemer zuerst Lebensmittelpakete, dann auch Farben und ab 1948 monatlich einige Dollar aus New York. Im Gegenzug schickte Sohn-Rethel fünfzehn Blatt Zeichnungen, welche aber nur zu kleinen Preisen verkauft werden konnten. Walther Benser, der Gatte seiner Nichte Ursula Benser, brachte ihm ein Erbstück, welches er veräußern konnte. Karli Sohn-Rethel, selber langsam taub werdend, machte sich Sorgen um seinen herzkrankten Bruder Otto in Anacapri und besuchte ihn vor dessen Tod 1949 noch einige Male.
1958 kehrte Karli Sohn-Rethel wegen Alterserkrankungen nach Düsseldorf zurück.

## Werk

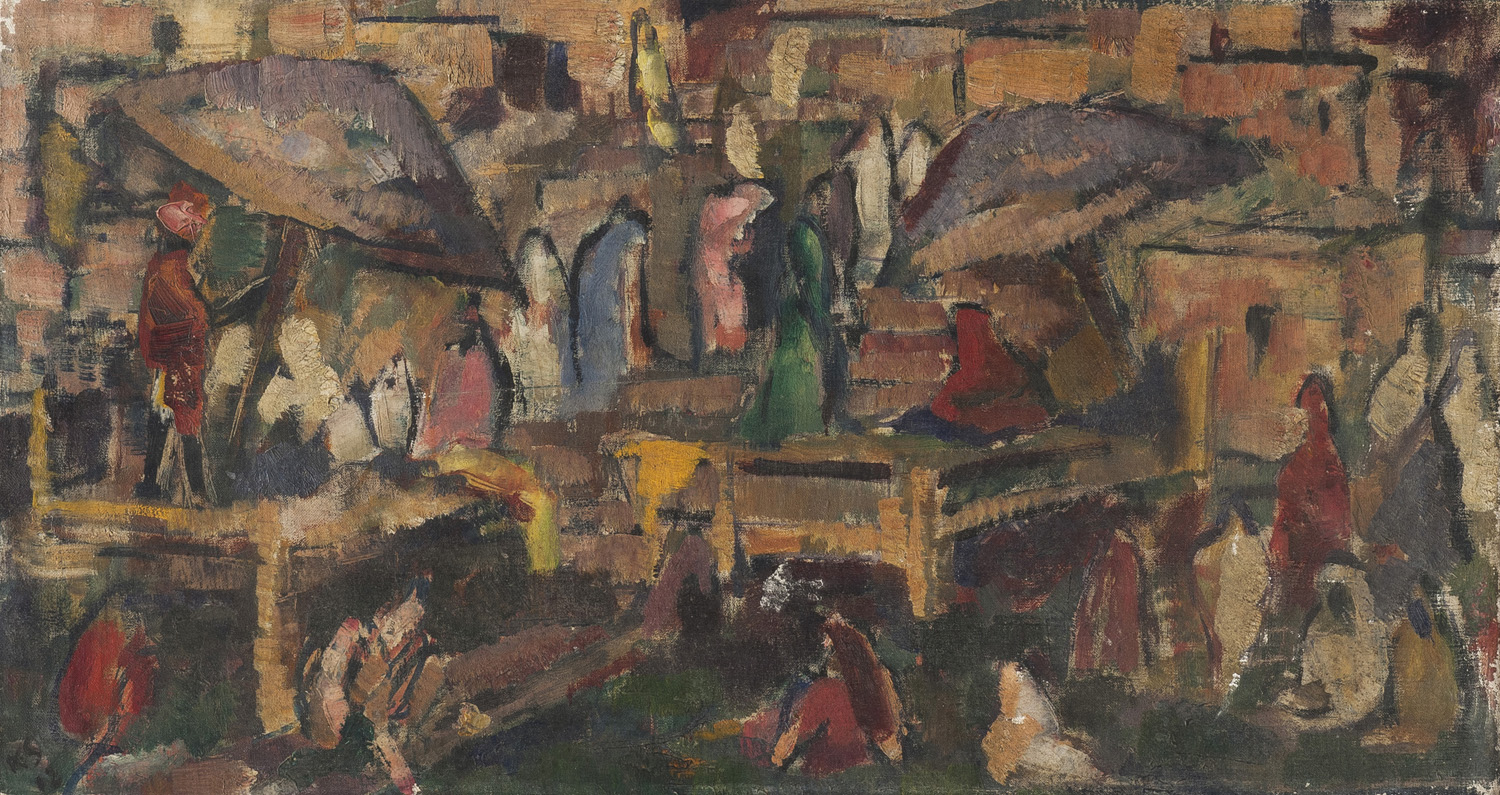
Karli Sohn-Rethel, Benares, 1913

Sohn-Rethel ist in seinen frühen Arbeiten von Cezanne und Matisse inspiriert, findet dann aber zu einem eigenen, expressionistischen Malstil, der auch in seinen Landschaftsstudien stark von der abstrahierten menschlichen Figur dominiert wird. „Charakteristisch ist für ihn eine Vorliebe für Rückenfiguren […] Meist hocken sie, einzeln oder in Gruppen […] Typisch sind für ihn auch die angeschnittenen Figuren, die sich in mehrfigurigen Kompositionen immer der Bildmitte zuwenden“. Dabei verzichtet er auf Individualisierungen, auch Typisierungen der dargestellten Personen, die Gesichter sind oft abstrakte Ovale. Während seiner wichtigsten Schaffensperiode, der Zeit in Positano, sind lokale Szenen (Fischer am Strand, Gruppen von Einheimischen, fast immer Männern) seine Hauptmotive.

## 1937 als „entartet“ aus öffentlichen Museen beschlagnahmte Werke
- Mädchen mit Kübel (Gouache, Kunstsammlungen der Stadt Düsseldorf)
- Treppensteigende Südländerin (aquarellierte Zeichnung, Kunstsammlungen der Stadt Düsseldorf)
- Am Rande der Wüste (Pastell, 1927, Gustav-Lübcke-Museum Hamm, Verbleib ungeklärt)[13]

## Museen mit Werken von Sohn-Rethel
- Wallraf-Richartz-Museum, Köln
- Kunstmuseum Düsseldorf
- Suermondt-Museum, Aachen
- Pinacoteca Provinciale, Salerno.

## Ausstellungen (Auswahl)
- 1910: Zweite Ausstellung des Sonderbundes Westdeutscher Kunstfreunde und Künstler im Städtischen Kunstpalast[14]
- 1911: XXII. Ausstellung der Berliner Secession, Ausstellungshaus am Kurfürstendamm 208/9
- 1912: Sonderbundausstellung, Köln[15]
- 1912: XXIV. Ausstellung der Berliner Secession, Ausstellungshaus am Kurfürstendamm 208/9
- 1914: Internationale Ausstellung in der Kunsthalle Bremen
- 1914: VII. Ausstellung der Rheinische Expressionisten, Neue Galerie, Berlin
- 1918: Große Berliner Kunstausstellung, Düsseldorf[16]
- 1922: Galerie Flechtheim, Düsseldorf
- 1923: Galerie Flechtheim, Berlin
- 1932: Galerie Flechtheim, Düsseldorf (zusammen mit Else, Alfred, Otto Sohn-Rethel, Friedhelm Haniel, Hans von Marées)
- 1960: Künstlerverein Malkasten, Düsseldorf
- 1973: Westend-Galerie, Frankfurt,
- 1974: Künstlerverein Malkasten, Düsseldorf
- 1976: Goethe-Museum, Rom (zusammen mit Kurt Craemer)
- 1977: Städtische Galerie, Würzburg
- 1980: Westendgalerie, Frankfurt am Main
- 1982: Galerie W, Wuppertal
- 1988: Sinclair-Haus, Bad Homburg vor der Höhe

## Ausstellungskataloge (Auswahl)
- 1948: Kunstsammlungen der Stadt Düsseldorf
- 1953: Große Weihnachtsausstellung 1953 der bildenden Künstler von Rheinland Westfalen
- 1956: Winter-Ausstellung 1956 der bildenden Künstler von Rheinland Westfalen
- 1959: Winter-Ausstellung 1959 der bildenden Künstler von Rheinland und Westfalen im Kunstpalast Düsseldorf, Ehrenhof
- 1960: 10. Winter-Ausstellung der bildenden Künstler von Rheinland und Westfalen im Kunstpalast Düsseldorf, Ehrenhof
- 1961: Große Düsseldorfer Kunstausstellung 1961
- 1961: XI. Winter-Ausstellung der bildenden Künstler von Rheinland und Westfalen im Kunstpalast Düsseldorf, Ehrenhof[17]
- 1988: Sinclair-Haus, Bad Homburg, Karli Sohn-Rethel. 1882–1966. Gemälde – Gouachen – Zeichnungen, Marzik, Iris & Maria Busch-Müller, Herausgeber: Altans Industrie-Aktien und Anlagen AG